# SANA (漫画家)
SANA（さな）は、日本の漫画家・イラストレーター。女性。富山県出身。

## 作品一覧

### 漫画
- タレ耳戦士ノラリ〜ふたつの耳を持つCAT〜（月刊ステンシル（エニックス）連載、単行本未収録作品だが、改訂版がコミックシーモアより電子配信されている。）
- うまうま生徒会（まんがぱれっとLite（一迅社）掲載）
- ねこ総理（電撃コミック ジャパン（アスキー・メディアワークス）連載、完全版がコミックシーモア、まんが王国より電子配信されている。）
- 輝け！アト子！！（月刊プリンセス（秋田書店）掲載）
- あみたんタイムズ（北陸中日新聞）原作：酒井直行、キャラクター原案：松原秀典　漫画 SANA・連載）

### イラスト
- ガンガンヴァーサス（エニックス）
- 描き下ろし図書カード（光文社）

### アンソロジー・他
- ストレンジ・ジャーニーアンソロジー4コマ（一迅社）
- ペルソナ3ポータブルコミックアンソロジー（一迅社）
- 謎のブラックサンダー（PHP研究所）
- 這いよれ! ニャル子さん コミックアンソロジー（ほるぷ出版メテオコミックス）
- パンダにんじゃ～どっくがわまいぞう金のなぞ～（PHP研究所）原作：藤田遼　イラスト、漫画：SANA